# حديقة رالف بنش

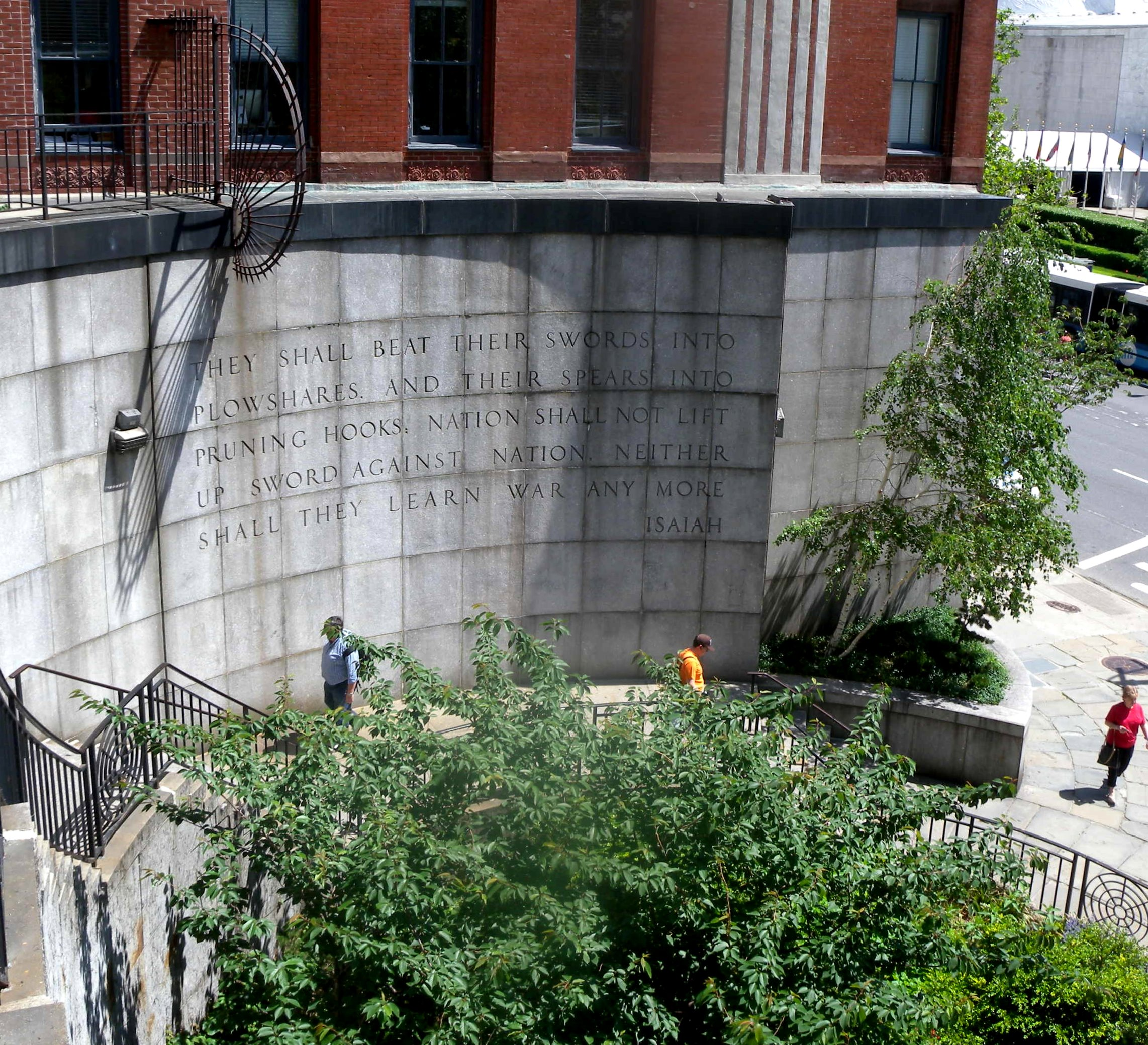
حائط وسلالم إشعياء، 2011

حديقة رالف بنش هي حديقة عامة صغيرة في حي تيرتل باي في مدينة نيويورك، في الجادة الأولى بين شارعي 42 و43. تم تسميتها في عام 1979 على اسم رالف بنش، أول أمريكي من أصل أفريقي يفوز بجائزة نوبل للسلام.
في عام 1985 تم تخصيص الحديقة لتكون أول حديقة سلام في المدينة. بما أنها تغطي أقل من ربع فدان (1000 متر مربع)، فلا يمكنها استيعاب التجمعات الكبيرة.

## الموقع والتاريخ
نقع الحديقة عبر الجادة الأولى من مقر الأمم المتحدة. (يُعرف هذا الامتداد من الجادة الأولى أيضًا باسم "ساحة الأمم المتحدة") يؤدي درج الجرانيت في الزاوية الشمالية الغربية للحديقة إلى شارع 43 وشقق مدينة تيودور. تم بناؤه وتكريسه في عام 1948 أثناء بناء مقر الأمم المتحدة، ومنحوت على الجدار الاقتباس الشهير من إشعياء 2: 4: "عليهم أن يطرقوا سيوفهم لتصبح محاريث ورماحهم إلى خطافات؛ لا يجوز لأمة أن ترفع سيفًا على أمة، ولا أن يتعلموا الحرب بعد الآن "محفورة في جدارها. في عام 1981، تم تسمية الدرج باسم درج شارانسكي تكريما للمعارض السوفيتي ناتان شارانسكي.
في الساحة أمام جدار إشعياء، توجد مسلة من الفولاذ المقاوم للصدأ بارتفاع 50 قدمًا (15 مترًا)، أقيمت في عام 1980. كان النحات دانيال لارو جونسون (مواليد 1938) صديقًا شخصيًا لبنش، وأهدى المسلة لبنش، الحائز على جائزة نوبل عام 1950.
بالقرب من الطرف الجنوبي من المنتزه توجد لوحة مكرسة في عام 1990 تخلد ذكرى زعيم الحقوق المدنية الأمريكية بايرد رستن.
نظرًا لقربها من الأمم المتحدة، وموضوع السلام، ومهنة بنش كصانع سلام، تعد الحديقة موقعًا شهيرًا للمظاهرات والتجمعات من أجل السلام والقضايا الدولية الأخرى. في عام 1985 تم تخصيص الحديقة لتكون أول حديقة سلام في مدينة نيويورك. تغطي الحديقة أقل من ربع فدان (1000 متر مربع)، لذلك لا يمكنها استيعاب التجمعات الكبيرة.
أقرب محطة مترو أنفاق إلى المنتزه هي محطة جراند سنترال - شارع 42. بالإضافة إلى ذلك، تقع محطة الغراند سنترال بالجوار.